# Medalla Elliott Cresson
La distinció Elliott Cresson Medal, també coneguda com a Medalla d'Or Elliott Cresson, és el més alt guardó atorgat per l'Institut Franklin. El premi va ser establert per Elliott Cresson, membre vitalici de l'Institut Franklin, el 1848, amb una quantitat de 1.000 dòlars (força important per aquella època). La medalla es concedia com a premi "per algun tipus de descobriment en les Arts i les Ciències, per una invenció, per la millora d'una màquina, per algun nou procés de fabricació, per l'habilitat, l'enginy o la perfecció en l'aplicació de la mà d'obra." La medalla va ser atorgada per primera vegada el 1875, 21 anys després de la mort de Cresson.
L'Institut Franklin va continuar concedint de la medalla de forma ocasional fins al 1998 quan es van reorganitzar tots els seus premis atorgant-los sota un sol guardó: El "Franklin Institute Awards". Durant la vida de la concessió, es van atorgar un total de 268 medalles Elliott Cresson.

## Alguns dels guanyadors
- Juan de la Cierva y Codorníu
- William Crookes
- Henry Eyring
- Dayton C. Miller